# Eriovixia palawanensis
Espèce
Synonymes
- Tukaraneus palawanensis Barrion & Litsinger, 1995

Eriovixia palawanensis est une espèce d'araignées aranéomorphes de la famille des Araneidae.

## Distribution
Cette espèce se rencontre aux Philippines et en Inde.

## Description
Le mâle holotype mesure 3,65 mm.

## Étymologie
Son nom d'espèce, composé de palawan et du suffixe latin -ensis, « qui vit dans, qui habite », lui a été donné en référence au lieu de sa découverte, Palawan.

## Publication originale
- Barrion & Litsinger, 1995 : Riceland Spiders of South and Southeast Asia. CAB International, Wallingford, p. 1-700.